# محمدحسین فشارکی
محمدحسین فشارکی فرزند محمد جعفر عالم و مجتهد اصولی و از بزرگان علمای اصفهان در اواخر عصر قاجاریه و اوایل پهلوی است که در کارنامه سیاسی او مبارزه با استبداد داخلی و استعمار خارجی دیده می‌شود.
سرانجام، آخوند فشارکی پس از ۸۷ سال در شب سه شنبه، هشتم ذی القعده سال ۱۳۵۳ق درگذشت و در بقعة تکیه شیخ مرتضی ریزی در قبرستان معروف تخت فولاد اصفهان که به وادی السلام ثانی مشهور است به خاک سپرده شد. در تشییع او حدود بیست هزار نفر شرکت کردند.

## استادان در اصفهان
- محمد باقر فشارکی (برادر)
- محمد باقر نجفی اصفهانی
- محمد هاشم چهارسوقی خوانساری (نوهٔ سید حسین خوانساری استاد میرزای قمی)

## استادان در عتبات عالیات
- زین العابدین مازندرانی
- حبیب‌الله رشتی
- میرزای شیرازی[۱]

## اعلامیه پنج ماده‌ای
وی طی یک اقدام بدیع در اواسط جمادی الاول ۱۳۲۴ و در آستانه مهاجرت علمای تهران به قم (مهاجرت کبری)، به همراهی ۱۳نفر از علمای طراز اول اصفهان از جمله محمدتقی نجفی اصفهانی، نورالله نجفی اصفهانی، سید ابوالقاسم دهکردی، شیخ مرتضی ریزی، میرزا محمدتقی مدرس، سیدمحمدباقر بروجردی، میرزا محمد مهدی جویباره‌ای، میرزا ابوالقاسم زنجانی، محمدجواد قزوینی و رکن‌الملک شیرازی موارد زیر را متعهد شدند:
این خدام شریعت مطهره با همراهی جناب رکن‌الملک، متعهد و ملتزم شرعی شده‌ایم که مهماامکن بعد ذلک تخلف ننماییم، فعلاً ۵فقره‌است:
- اولاً: قبالجات و احکام شرعیه از شنبه به بعد روی کاغذ ایرانی بدون آهار نوشته شود. اگر بر کاغذهای دیگر نویسند، مهر ننموده و اعتراف نمی‌نویسیم. قباله و حکمی هم که روی کاغذ دیگر نوشته بیاورند و تاریخ آن بعد از این قرارداد باشد، امضا نمی‌نماییم. حرام نیست کاغذ غیر ایرانی و کسی را مانع نمی‌شویم؛ ماها به این روش متعهدیم.
- ثانیا: کفن اموات، اگر غیر از کرباس و پارچه اردستانی یا پارچه‌های دیگر ایرانی باشد، متعهد شده‌ایم برآن میت، ماها نماز نخوانیم. دیگری را برای اقامه صلوه بر آن میت بخواهند ماها را معاف دارند.
- ثالثا: ملبوس مردانه جدید، که از این تاریخ به بعد دوخته و پوشیده می‌شود، قرار دادیم مهما امکن، هر چه بدلی در ایران یافت می‌شود، لباس خودمان را از آن منسوخ نماییم و منسوخ غیرایرانی را نپوشیم و احتیاط نمی‌کنیم و حرام نمی‌دانیم لباس‌های غیرایرانی را، اما ماها ملتزم شده‌ایم حتی‌المقدور بعد از این تاریخ ملبوس خود را از منسوج ایرانی بنماییم. تابعین ماها نیز کذلک و متخلف توقع احترام از ماها نداشته باشد. آنچه از سابق پوشیده و داریم و دوخته، ممنوع نیست استعمال آن.
- رابعا: مهمانی‌ها بعد ذلک ولو اعیانی باشد، چه عامه، چه خاصه، باید مختصر باشد یک پلو و یک خورش و یک افشره. اگر زاید بر این کسی تکلف دهد، ماها را به محضر خود وعده نگیرد. خودمان نیز به همین روش مهمانی می‌نماییم. هر چه کمتر و مختصرتر از این تکلف کردند، موجب مزید امتنان ماها خواهد بود.
- خامسا: وافوری اهل وافور را احترام نمی‌کنیم و به منزل او نمی‌رویم زیرا که آیات باهره:«إِنَّ الْمُبَذِّرِینَ کَانُوا إِخْوَانَ الشَّیَاطِینِ» «وَلا تُسْرِفُوا اِنَّهُ لا یُحِبُّ الْمُسْرِفِینَ» «وَلا تُلْقُوا بِأَیْدِیکُمْ إِلَی التَّهْلُکَه» و حدیث «لاضرر و لاضرار» ضرر مالی و جانی و عمری و نسلی و دینی و عرضی و شغلی آن محسوس و مسری است و خانواده‌ها و ممالک را به باد داده. بعد از این هر که را فهمیدیم وافوری، به‌نظر توهین و خفت می‌نگریم.

## فعالیت سیاسی
در دو جریان سیاسی دیگر نیز همراهی ملّا محمّد حسین فشارکی با نورالله نجفی اصفهانی قابل توجه‌است. جریان اول، تشکیل هیئت علمیه اصفهان توسط نورالله نجفی در اصفهان بود که از ملّا محمّد حسین فشارکی نیز به عنوان یکی از بنیان‌گذاران آن نام برده شده‌است. لازم به یادآوری است که این هیئت برای رسیدگی به امور مدارس دینی و طلّاب و نظارت بر اجرای صحیح احکام و مقررات اسلامی در اصفهان و حومّه آن تشکیل شد. جلسه‌های آن پیوسته در منزل برخی از اعضاء مؤسس و زیر نظر مستقیم ریاست حوزه علمیه اصفهان برپا می‌شد.
هیئت علمیه اصفهان با پشتکار به امر به معروف و نهی از منکر می‌پرداخت و ملّا محمّد حسین نیز یکی از علمای مجاهدی بود که در این راستا، فعالیت داشت.
جریان دوم حضور او در همراهی با نورالله نجفی اصفهانی در قضیه مهاجرت علمای اصفهان به قم بود. در سال ۱۳۴۶هـ. ق وقتی مُشار الدوله حکمت استاندار اصفهان بود، اداره نظام اجباری در اصفهان تأسیس شد. انتشار این خبر سبب تشنج و بحران در اصفهان گردید و مردم دست به تظاهرات بر ضد قانون نظام اجباری زدند. پس از آن برای چاره‌جوئی به خانه نجفی و ملّا محمّد حسین فشارکی و سیدالعراقین روی آوردند. در این زمان منزل ملّا محمّد فشارکی مرکز حضور علمای شهر جهت حمایت از نجفی بود.
این واقعه نشان از آن دارد که علمای متنفّذی همچون فشارکی و سیدالعراقین به حمایت و همکاری همه‌جانبه نجفی نجفی پرداخته‌اند. سرانجام نجفی، آخوند فشارکی، سید العراقین و بیش از یکصد نفر روحانی و طلبه و گروهی از مردم به قم مهاجرت نمودند. در نهایت پس از تبادل تلگراف و نامه بین دربار، رئیس مجلس و رئیس دولت با هیئت علمیه قم، دولت این موارد را پذیرفت:
- تجدید نظر در قانون نظام اجباری
- انتخاب پنج تن از علماء در مجلس
- تعیین ناظر شرعیات در کلیه ولایات
- جلوگیری از منهیات
- اجرای مواد مربوط به محاضر شرع.[۸]

اینکه چرا این قیام از اصفهان آغاز شد عوامل متعددی دارد که مهمترین آن وجود حوزه بسیار نیرومند و متشکل اصفهان است که در آن زمان مجتهدین به نام و شخصیت‌های بسیار بزرگی همچون سیّد محمّد نجف آبادی (متوفی ۱۳۵۸هـ. ق. مدفون در تکیه سیدالعراقین) سیّد علی نجف آبادی (متوفی ۱۳۶۲ق. مدفون در تکیه تویسرکانی)، مدرّس خاتون آبادی، فشارکی در آن حضور و فعالیت داشتند.
پس از آنکه اصلاحات مورد نظر هیئت علمیه تهیه و به مجلس تقدیم شد، پیش از طرح در مجلس، در شب چهارم دی ماه ۱۳۰۶ ه۸ـ. ق. حال نجفی منقلب شد و درگذشت. با مرگ او هیئت علمیه که گرد وی جمع شده بودند، پراکنده شدند.
بدین لحاظ فشارکی از علماء و مراجع متنفذ دینی و سیاسی این دوره محسوب می‌شده و از قدرت معنوی و سیاسی خاصی برخوردار بوده‌است. چنان‌که در مهاجرت علماء به قم، رضاخان از قیام علماء به رهبری نجفی به وحشت افتاد و تلگرافی به تاریخ ۲۳ آذر ۱۳۰۶ به او فرستاد و به علماء اظهار ارادت و احترام نمود.
از جمله علمائی که در این تلگراف نام برده شده ملّا حسین فشارکی می‌باشد. همچنین وی از فقهاء و مراجع تقلید صاحب رساله عملیه در اصفهان بوده که اکثر عمال دولتی از او حساب می‌بردند و هر کاری نمی‌توانستند انجام دهند. چنان‌که در یک سال بعد از واقعه مهاجرت، با مشاهده رواج فساد و فحشاء در شهر اصفهان و عدم توجه به این مسائل از جانب دولت، طی نامه تکان‌دهنده‌ای به مخبر السلطنه رئیس‌الوزراء، از وضعیت حاکم بر شهر انتقاد نمود.

## آثار
- حاشیه رسائل
- حاشیه طهارت شیخ مرتضی انصاری

در اواخر عمر، مردم اصفهان از او استفتا می‌کردند و رئیس مطلق همهٔ علمای اصفهان بود.

## درگذشت
وی در ۱۳۵۳ قمری در اصفهان درگذشت و در تکیه ریزیها در تخت فولاد به خاک سپرده شد. شیخ فضل‌الله ذوعلم نواده اوست.